# Лопьял
Лопьял — село в Уржумском районе Кировской области России, административный центр Лопьяльского сельского поселения.
Население — 419 человек (2010).

## История
Село Лопьял основано в 1740 году Казанской конторой новокрещенских дел, по указу которой была построена первая деревянная церковь, освящённая в 1741 году во имя Богоявления Господня.

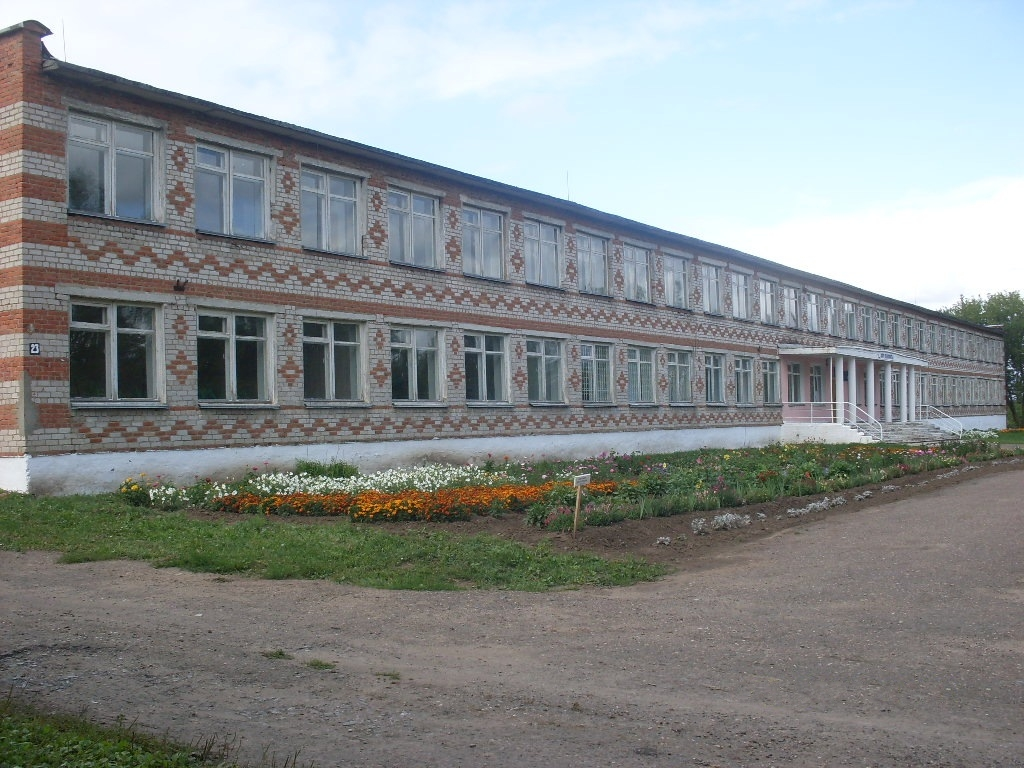
Лопьяльская школа

Вновь организованное село по церковному учёту стало называться Богоявленским, а по земскому учету — Лопиал.
В 1897 году в районе села был обнаружен могильник, датируемый IX—X веками н. э. Найденные в могильнике предметы (гривна, браслеты, височное кольцо, бусы и различных привески) помещены на хранение в Государственный исторический музей в Москве. В 1903 году могильник был исследован И. И. Кузнецовым, которому не удалось обнаружить ни одного погребения.

## Известные уроженцы
Русский художник Виктор Михайлович Васнецов.